# Muntenia
Muntenia je jedna od povijesnih pokrajina Rumunjske i veći, istočni dio veće pokrajine Vlaške. Najveći grad, povijesno i kulturno središte Muntenije, ali i cjele današnje Rumunjske, je grad Bukurešt.

## Zemljopis
Muntenija je veći dio (2/3) pokrajine Vlaške, koji obuhvaća njene središnje i istočne dijelove. Od njenog drugog dijela, Oltenije dijeli je na zapadu rijeka Olt. Dunav čini južnu granicu prema Bugarskoj i istočnu prema pokrajini Dobrudži, a sjevernu Karpati prema Transilvaniji. Na krajnjem sjeveroistoku postoji i granica ka rumunjskom djelu Moldavije na manjim rijekama Siret i Milcov. Danas Muntenija ne postoji kao samoupravna jedinica, ali su upravne granice mjesnih okruga gotovo iste kao prirodne, iako prema Olteniji i Moldaviji postoje okruzi koji zalaze u dvije rumunjske pokrajine.

## Podjela
Popis rumunjskih županija koje se nalaze u cjelini ili dijelom Munteniji.
- Brăila
- Buzău
- Călărași
- Argeș
- Dâmbovița
- Giurgiu
- Ialomița
- Ilfov
- Prahova
- Teleorman